# Orba Squara
Orba Squara to pseudonim nowojorskiego piosenkarza i kompozytora muzycznego Mitcha Davisa, grającego indie rock. Jego piosenka Perfect Timing (This Morning) jest tłem muzycznym w reklamach Apple iPhone'a. Davis wydał jeden album muzyczny - Sunshyness. Davis gra na wielu instrumentach "organkowych", to znaczy: na mandolinie, dzwonkach, akordeonie, sitarze, skrzypcach, harmonijce ustnej, pianinie, ksylofonie i ukulele. Davis rozpoczął rozprzestrzenianie się jego piosenek, dając ich kopie swoim przyjaciołom. Wkrótce Davisem zainteresowała się wytwórnia muzyczna Universal Music Group. Do dziś płyty Davisa wydaje wytwórnia Universal Music Group.